# Bistum Kole
Das Bistum Kole (lat.: Dioecesis Kolensis) ist eine in der Demokratischen Republik Kongo gelegene römisch-katholische Diözese mit Sitz in Kole.

## Geschichte
Das Bistum Kole wurde am 14. Juni 1951 durch Papst Pius XII. mit der Apostolischen Konstitution Ad catholicam fidem aus Gebietsabtretungen des Apostolischen Vikariates Léopoldville als Apostolische Präfektur Kole errichtet. Am 14. September 1967 wurde die Apostolische Präfektur Kole durch Papst Paul VI. mit der Apostolischen Konstitution Sacram Evangelii zum Bistum erhoben.
Das Bistum Kole ist dem Erzbistum Kananga als Suffraganbistum unterstellt.

## Ordinarien

### Apostolische Präfekten von Kole
- Victor Van Beurden SSCC, 1951–1967

### Bischöfe von Kole
- Victor Van Beurden SSCC, 1967–1980
- Louis Nkinga Bondala CICM, 1980–1996, dann Koadjutorbischof von Lisala
- Stanislas Lukumwena Lumbala OFM, 1998–2008
  - Fridolin Ambongo Besungu OFMCap, 2008–2015 Apostolischer Administrator
- Emery Kibal Mansong’loo CP, seit 2015